# 손혜수
손혜수는 대한민국의 성악가이다.

## 학력
- 서울대학교 성악과 학사
- 베를린 예술대학교
- 드레스덴 국립 음악대학교 최고 연주자(Konzertexamen) 과정

## 출연 작품
- 《팬텀싱어1, 2》 (2016-2017) - 심사위원 및 진행
- 《팬텀싱어3》 (2020) -  심사위원 및 진행